# Penelles
Penelles este o localitate în Spania în comunitatea Catalonia în provincia Lleida. În 2006 avea o populație de 523 locuitori.